# Stanisław Adam Ślipiński
Stanisław Adam Ślipiński (ur. 13 listopada 1956 w Żurawicy) – polski entomolog specjalizujący się w koleopterologii.
Tytuł magistra inżyniera zdobył w 1980 w Szkole Głównej Gospodarstwa Wiejskiego w Warszawie. Stopień doktora otrzymał w 1982 w Instytucie Systematyki i Ewolucji Zwierząt Polskiej Akademii Nauk w Krakowie. W 1993 habilitował się na Uniwersytecie Wrocławskim dzięki pierwszej części monografii światowych Cerylonidae. Był dyrektorem Muzeum i Instytutu Zoologii Polskiej Akademii Nauk, gdzie w 2000 otrzymał tytuł profesora. Był także pracownikiem Instytutu Biotechnologii i Ochrony Środowiska Uniwersytetu Zielonogórskiego.
W latach 1995–2002 był członkiem Komisji Zoologicznej PAN. W 1998 otrzymał medal „Za Zasługi dla Rozwoju PTEnt.” Jest pracownikiem naukowym Commonwealth Scientific and Industrial Research Organisation w Australii.
Jest autorem ponad 80 oryginalnych publikacji naukowych. Ich tematyką są głównie systematyka i ewolucja światowych chrząszczy z nadrodzin czarnuchów, przekrasków i zgniotków, zwłaszcza zagwozdnikowatych, Cerylonidae, kapturnikowatych i zgniotkowatych. Opisał liczne nowe dla nauki taksony: podrodziny, rodzaje i gatunki. Jest autorem 4 zeszytów z cyklu Klucze do oznaczania owadów Polski.
Na jego cześć nazwano m.in. gatunki Aphanocephalus slipinskii, Baconia slipinskii, Catogenus slipinskii, Colydium slipinskii, Diodesma slipinskii, Diomus slipinskii, Eniclases slipinskii, Hong slipinskii, Hylis slipinskii, Lema slipinskii, Nosodendron slipinskii, Papuaepilachna slipinskii, Rhyzobius slipinskii, Trichodryas slipinskii.